# Hafenbahn Hanau
| Lage der Hafenbahn |                      |                       |                       |
| Streckenlänge: | 11 km                |                       |                       |
| Spurweite: | 1435 mm (Normalspur) |                       |                       |
| |                      |                       |                       |
| Betreiber: | Hanau Hafen GmbH     |                       |                       |
| \| \| \| Hanau Hauptbahnhof \| \| \| \| \| Main-Spessart-Bahn \| \| \| \| \| Odenwaldbahn (Hessen) \| \| \| \| \| \| \| \| \| \| Auheimer Straße \| \| \| \| \| Hanauer Landstraße \| \| \| \| \| \| \| \| \| \| Rangiergruppe \| \| \| \| \| \| \| \| \| \| Josef-Bautz-Straße \| \| \| \| \| \| \| \| \| \| Rangiergleis \| \| \| \| \| Anschlussgleis \| \| \| \| \| Hafenbecken Süd \| \| \| \| \| Hafenbecken Nord \| \| \| \| \| \| \| \| \| \| Hafenstraße \| \| \| \| \| Gleisende \| \| |                      |                       |                       |
| Bahnhof |                      | Hanau Hauptbahnhof    | Hanau Hauptbahnhof    |
| Abzweig geradeaus und nach links |                      | Main-Spessart-Bahn    | Main-Spessart-Bahn    |
| Abzweig geradeaus und nach links |                      | Odenwaldbahn (Hessen) | Odenwaldbahn (Hessen) |
| Strecke mit Straßenbrücke |                      | B43a                  | B43a                  |
| Strecke mit Straßenbrücke |                      | Auheimer Straße       | Auheimer Straße       |
| Bahnübergang |                      | Hanauer Landstraße    | Hanauer Landstraße    |
| Strecke mit Straßenbrücke |                      | B43a                  | B43a                  |
| Dienststation / Betriebs- oder Güterbahnhof |                      | Rangiergruppe         | Rangiergruppe         |
| Abzweig geradeaus und nach links · Strecke von rechts |                      |                       |                       |
| Bahnübergang · Bahnübergang |                      | Josef-Bautz-Straße    | Josef-Bautz-Straße    |
| Strecke · Abzweig geradeaus und nach links · Abzweig quer und von rechts · Strecke von rechts |                      |                       |                       |
| Strecke · Strecke · Strecke |                      | Rangiergleis          | Rangiergleis          |
| Abzweig geradeaus und von rechts · Strecke · Strecke |                      | Anschlussgleis        | Anschlussgleis        |
| Strecke · Strecke |                      | Hafenbecken Süd       | Hafenbecken Süd       |
| Strecke |                      | Hafenbecken Nord      | Hafenbecken Nord      |
| |                      |                       |                       |
| Bahnübergang (Strecke außer Betrieb) |                      | Hafenstraße           | Hafenstraße           |
| |                      | Gleisende             |                       |

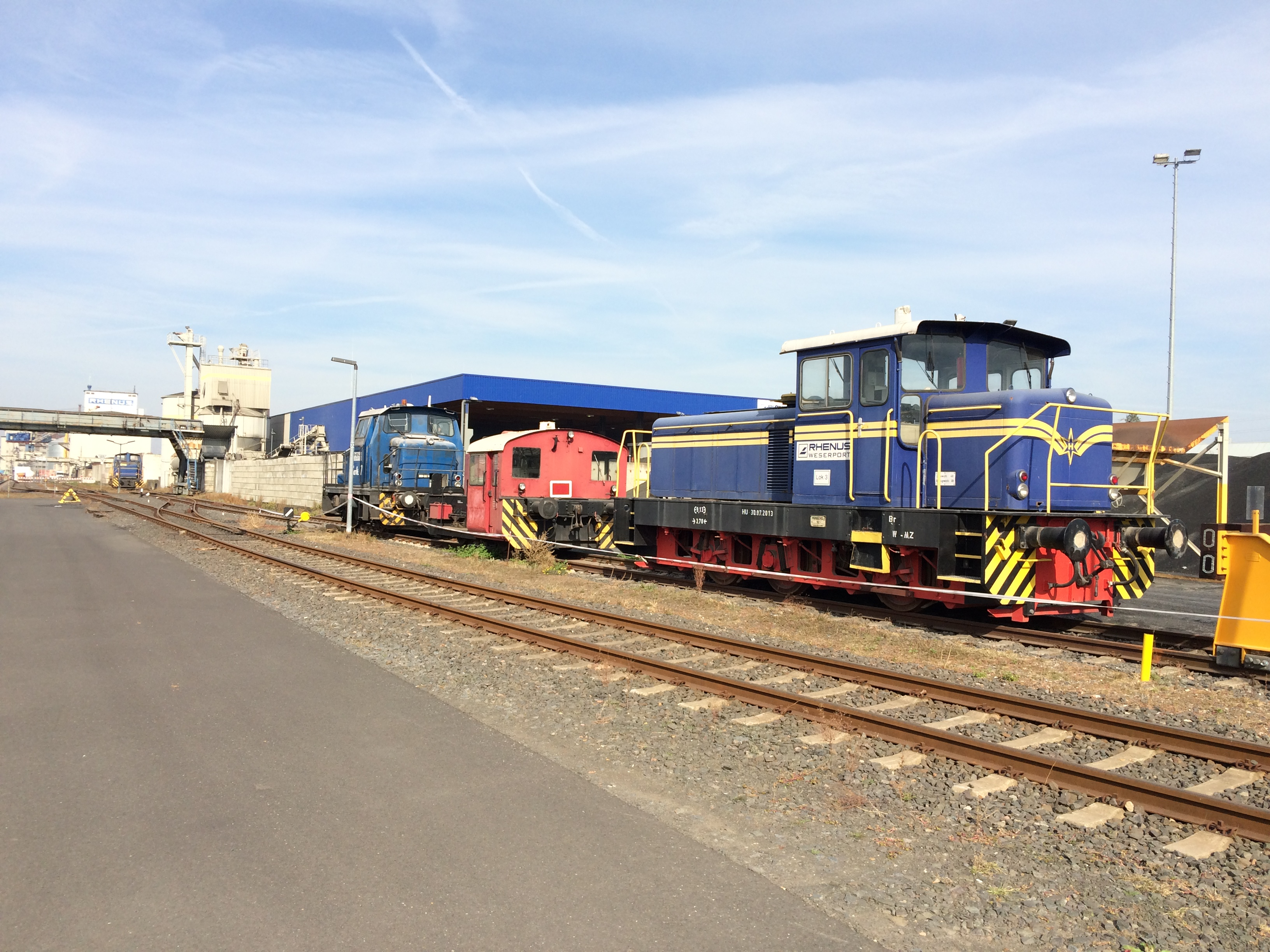
Loks der Rhenus AG

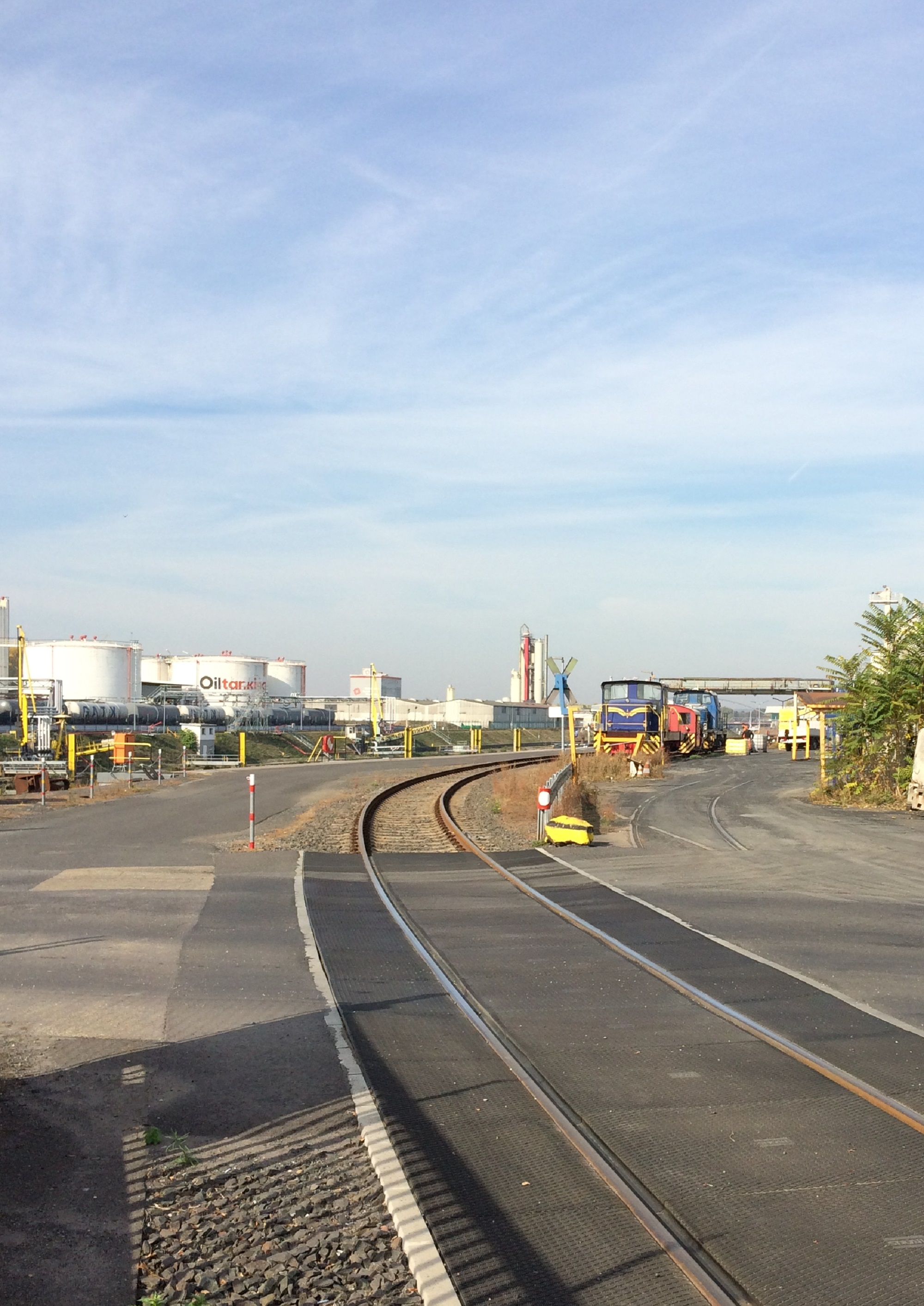
Gleise auf der Nordseite des Hafenbeckens und abgestellte Loks der Rhenus AG

Die Hafenbahn Hanau ist eine Eisenbahninfrastruktur, die den Mainhafen Hanau in der gleichnamigen Stadt an den Eisenbahnknoten Hanau und das Netz der Deutschen Bahn AG anschließt.

## Betreiber
Die Anlagen gehören seit 2012 der Hanau Hafen GmbH, einem eigenständigen Tochterunternehmen der städtischen BeteiligungsHolding Hanau GmbH.

## Anlagen
Die Hafenbahn Hanau umfasst 10 km Gleisanlagen mit 25 Weichen. Die Anlagen wurden in den letzten Jahren saniert und erweitert. Von dieser Infrastruktur zweigen sechs Anschlussgleise ab, die noch einmal 1,2 km Länge aufweisen.

## Betrieb
Pro Jahr werden auf der Hafenbahn etwa 20.000 Güterwagen abgefertigt.
Vorwiegend kommen hier Ganzzüge mit Kali, Zement und Mineralöl an, meist von der Raffinerie in Leuna. Im Vollschichtbetrieb werden an 365 Tagen im Jahr jeweils zwei oder drei solcher Züge entladen. Dafür stehen 16 Entlade-Anschlüsse für Kesselwagen zur Verfügung. Das Entladen dauert drei bis dreieinhalb Stunden.